# FC Borussia 04 Harburg
FC Borussia 04 Harburg was een Duitse voetbalclub uit Harburg, een stadsdeel van Hamburg.

## Geschiedenis
Op 18 juli 1904 werd de club opgericht door ontevreden leden van FC Viktoria 03 Harburg, dat zich in 1907 bij de club aansloot. Vanaf 1905 ging de club in de competitie van Harburg-Lüneburg spelen. Hoewel de competitie onderdeel was van de Noord-Duitse voetbalbond mocht de kampioen niet aan de eindronde deelnemen omdat de competitie als te zwak beschouwd werd. Daarom wisselde de club in 1912 naar de competitie van Hamburg-Altona en werd daar vijfde.
In 1913/14 voerde de bond de NFV-Liga in als nieuwe grote competitie voor Noord-Duitsland. Door het goede resultaat in het voorgaande seizoen, in wat de sterkste competitie was van de bond, mocht Borussia ook aantreden. De club eindigde zevende op tien deelnemers. De Eerste Wereldoorlog gooide echter roet in het eten van de Noord-Duitse voetbalclubs die een sterke grote competitie verkozen boven de regionale competities. In Harburg werd pas in 1916/17 opnieuw gevoetbald. Borussia werd kampioen en had zich aanzienlijk versterkt met spelers die in de oorlogsindustrie werkten in Harburg. De club mocht nu ook naar de Noord-Duitse eindronde waarin ze Kieler FV Holstein en Altonaer FC 1893 versloeg alvorens de finale te bereiken tegen Marine SC Wilhelmshaven, die ze ook met 4-1 versloegen. Door de oorlog was er echter geen verdere eindronde meer om de landstitel. Twee jaar later nam de club opnieuw deel aan de Noord-Duitse eindronde en werd verslagen door de oorlogsfusieclub KV Victoria/Hamburger 88. Ook in 1920 was de club van de partij in de eindronde en versloeg onder andere de grote clubs Eintracht Braunschweig en Holstein Kiel maar verloor in de finale van Arminia Hannover.
Na dit seizoen herstructureerde de bond de competitie. Er kwamen twee reeksen voor Noord-Duitsland die de twaalf competities van het voorgaande jaar vervingen. De concurrentie was nu zo groot dat de club laatste werd in zijn groep. Het volgende seizoen werd de competitie weer met enkele reeksen uitgebreid en speelde de club in de Groot-Hamburgse competitie, waar ze in de middenmoot eindigden. In 1922 werd dan de Noord-Hannoverse competitie ingevoerd, die ongeveer overeen kwam met de vroeger competitie van Harburg-Lüneburg. Nu de zware concurrentie wegviel werd de club opnieuw kampioen en verloor in de eindronde van Hamburger SV. De volgende jaren speelde de club echter geen rol van betekenis meer tot ze in 1932 opnieuw de titel konden winnen. De eindronde werd in groepsfase gespeeld en de club werd tweede achter Arminia Hannover en was uitgeschakeld.
Het volgende seizoen werd de club derde en hierna werd de Gauliga ingevoerd als nieuwe hoogste klasse. Enkel de kampioen plaatste zich voor de Gauliga Niedersachsen en Harburg moest in de Kreisklasse gaan spelen. De club werd daar kampioen en kon via de eindronde promotie afdwingen naar de Gauliga. De volgende drie seizoenen eindigde de club in de middenmoot. Door de Groot-Hamburgwet werd Harburg een stadsdeel van Hamburg en de club werd overgeheveld naar de Gauliga Nordmark, waar de club nog tot 1941 speelde. Hierna kon de club niet meer promoveren.
In 1947 speelde de club in de Verbandsliga Hamburg, die een van de tweede divisies was onder de Oberliga Nord. Na twee seizoenen degradeerde de club. Borussia keerde terug van 1954 tot 1956 en daarna opnieuw éénmalig in 1965/66 toen de Amateurliga Hamburg nog maar de derde hoogste klasse was. Nu kon de club na één seizoen terugkeren en kon het nu drie seizoenen uitzingen in de Amateurliga.
Op 12 maart 1970 fuseerde de club met VfR 1907 Harburg tot Harburger Sport-Club. Door de degradatie van Borussia moest de club een klasse lager van start gaan. In 1981 richtten enkele oud-leden FC Borussia 1981 Harburg op, die echter na enkele jaren opgeheven werd. 

## Erelijst
Kampioen Noord-Duitsland
1917
Kampioen Noord-Hannover
1923, 1932
Kampioen van Harburg-Lüneburg
1906, 1908, 1909, 1917, 1919, 1920